# Премия Американского института киноискусства (2007)
Премия Американского института киноискусства за 2007 год.
| Категории                            | Название фильма                |
| ------------------------------------ | ------------------------------ |
| Фильмы                               | • «Игры дьявола»               |
| Фильмы                               | • «Скафандр и бабочка»         |
| Фильмы                               | • «В диких условиях»           |
| Фильмы                               | • «Джуно»                      |
| Фильмы                               | • «Немножко беременна»         |
| Фильмы                               | • «Майкл Клейтон»              |
| Фильмы                               | • «Старикам тут не место»      |
| Фильмы                               | • «Рататуй»                    |
| Фильмы                               | • «Дикари»                     |
| Фильмы                               | • «Нефть»                      |
| Телесериалы, телефильмы, мультфильмы | • «Студия 30»                  |
| Телесериалы, телефильмы, мультфильмы | • «Декстер»                    |
| Телесериалы, телефильмы, мультфильмы | • «Все ненавидят Криса»        |
| Телесериалы, телефильмы, мультфильмы | • «Огни ночной пятницы»        |
| Телесериалы, телефильмы, мультфильмы | • «Лонгфорд»                   |
| Телесериалы, телефильмы, мультфильмы | • «Безумцы»                    |
| Телесериалы, телефильмы, мультфильмы | • «Мёртвые до востребования»   |
| Телесериалы, телефильмы, мультфильмы | • «Клан Сопрано»               |
| Телесериалы, телефильмы, мультфильмы | • «Скажи мне, что любишь меня» |
| Телесериалы, телефильмы, мультфильмы | • «Дурнушка»                   |